# トヨタIMVプロジェクト
トヨタIMVプロジェクト（トヨタアイエムブイプロジェクト）とは、2002年に発表された新興国市場をターゲットにしたトヨタ自動車の世界戦略車プロジェクトである。生産供給して販売する体制を全世界で最適に構築して需要変動や為替損益による影響を排し、2010年までにトヨタが世界市場の15パーセントを獲得するコミットメントである「グローバル15」、の主要プロジェクトの一つである。本施策から生み出された車はIMVシリーズとよばれ、1種のプラットフォームからボディタイプは3種で5車種が生産販売される。

## 概要
IMVは「Innovative International Multi-purpose Vehicle」の略である。IMVプロジェクトは、一つのプラットフォームから世界の新興国の多様なニーズにあわせて生産する新興国専用の世界戦略車である。
この生産供給体制を構築するために、日本国内の主要な関連企業（サプライヤー）とともにトヨタ生産方式を世界中で現地に定着させた。従来の海外展開は、元となる完成車や生産技術がすでに日本にあり、部品の多くも日本から供給していた。本施策では、当初の商品企画と設計は日本で行うが、それ以降の生産、部品の供給、組立などは日本以外で融通し合い、生産以降に関して日本が手本とならない初の試みとなった。
IMVプロジェクトで生産される車は1つの共有プラットフォームから、ピックアップトラック、ミニバン（MPV）、スポーツ・ユーティリティ・ビークル（SUV）とボディタイプ別で3種、さらにピックアップトラックには3種のバリエーションがあり、計5車種が生産販売されている。これらの生産のために、日本国外を車両および部品のグローバルな生産・供給の拠点とすること、さらには、主要輸出拠点4カ国でほぼ同時期に生産することという2点において、トヨタにとって初の取り組みとなった。「トヨタが本当のグローバル企業になれるかの試金石」としていたが、2006年（平成18年）には、世界で100万台程度を販売するカローラ、ヴィッツ/ヤリス、カムリにIMVを含め、四天王とよばれるまでになった。齋藤明彦は「トヨタがひと皮むけるキーとなったクルマ」であり、トヨタの歴史として記録にとどめるべきプロジェクトとしている。2005年（平成17年）社長メッセージでは、「高い品質と快適性を求めやすい価格で実現したIMVシリーズの生産が、タイなど世界7カ国でスタートし、好調な販売を持続している」と報告された。

## 背景
1997年7月よりタイを中心に始まったアジア通貨危機により、通貨の不安定化、国内金利の上昇、景気後退などの打撃によりタイ国内市場は急速に収縮し、アジア戦略車の販売は激減した。タイへ進出しアジアの地域内輸出を前提としていた部品関連業者の設備稼働率も低下した。全ての企業が一律に悪影響を受けたわけではなく、その形態により影響が異なった。タイに進出し原材料をタイに輸入することによってまかなっていた企業では販売先がアジア域内の場合収益が悪化した。一方、原材料を現地調達していた企業は影響が少なく、反対にアジア外への輸出では相対的な価格競争力が高まり輸出が増加した。トヨタタイでも生産していたピックアップトラックはアジア域外への輸出は好調だった。
一方、2002年1月にはAFTA（ASEAN自由貿易地域）が6ヵ国で開始されて徐々に拡充されつつあり、タイ政府は「アジアのデトロイト化」計画で2010年までに200万台達成を目標とし、GMやフォード・モーターもタイに生産拠点を集中しはじめた。
このため、タイで最大のシェアを持つトヨタは、2003年までに100%ASEAN域内とする計画としてタイでの強化を図っていた。
さらに、トヨタは2002年4月に発表した「2010年グローバルビジョン」のなかで全世界のシェア15%を握る目標「グローバル15」を掲げた。シェア15%の販売台数として年900万台を目標とし、その達成のために日本、北米、欧州以外で100万台の販売増を課題とした。
トヨタは、これらを通じ、為替相場の変動に対応できる世界的視野での共通車種を開発生産できるような生産体制の再構築を目指した。

## 目的
トヨタIMVプロジェクトは、トヨタ自動車が世界規模での最適な生産・供給体制の構築へ向けた取組である。世界140カ国以上の市場への導入を前提として、21世紀のトヨタ購入層が求める耐久性と快適性を兼ね備えたモデルを開発。
トヨタ自動車での海外生産展開は、日本にすでにあるモデルを元に、日本での経験をベースとして展開していた。しかしIMVプロジェクトでは日本では企画のみで、以降はすべて日本国外で行う、日本国外の拠点における車両・部品のグローバル生産・供給とした。さらに車両輸出拠点となる4カ国でほぼ同時期に生産を開始するのも初の試みであった。これらは従来にない画期的な取組であったが、これはグローバル15達成のための必須プロジェクトとされた。
IMVプロジェクトは“どこの国で作っても高い品質を確保する”という意味の「Made by Toyota」をコンセプトとする。

## 推移
2004年8月にタイでIMVシリーズの生産を開始した。生産・販売開始後、販売数は予想以上に伸び、トヨタのアジア地域の連結販売台数は3年で3倍となった。2006年に50万台と見込んでいた予定生産台数は70万台に上方修正された。さらにはタイ新工場建設、インドネシア、アルゼンチン、南アフリカ各国での生産能力増強が発表され、一層の生産体制拡充を進め、トヨタはIMVによる世界の成長市場への商品供給能力をさらに強化している。

## IMVシリーズ
トヨタではIMVプロジェクトから生み出された車種を総称してIMVシリーズと呼んでいる。世界140カ国以上で販売する国際戦略車であり、プラットフォームは一つとされ、ピックアップトラック、ミニバン、SUVとボディタイプ別では3種だが、ピックアップトラックが3種のバリエーションがあり計5車種とされた。さらに、多くの人々に受け入れられるよう、販売する各国での仕様はそれぞれの地域需要に対応しながら確定されるとした。
プラットフォームを共通化し低コストとし、また新興国に求められているパワーと低価格という条件を満たしながらもトラック風ではなく乗用車風の高級感を併せ持つモデルが目指され、より魅力的な商品をより安く、かつ、トヨタらしく品質・性能・価格がバランスが取れている（トヨタの言葉で「グローバルベスト」である）ことを目指すことがコンセプトとされた。
5種のモデルは、それぞれIMV-IからIMV-V（IMV-1からIMV-5）までの記号が振られた。IMV-IからIIIまではピックアップトラックで、IMV-I（IMV-1とも記する。以下同様）はBキャブ（Cab）、IMV-IIはCキャブ、IMV-IIIはDキャブとネーミングされた。IMV-IVはSUV、ここまではタイでの生産、IMV-Vはキジャンの後継となるより大型のモデルでインドネシアでの生産とされた。
メディアなどではRVを多目的レジャー車と紹介するような位置づけで、シリーズ全体を国際戦略車（IMV）や世界戦略車（IMV）とも紹介することがある。
IMVモデルラインナップ
IMVシリーズは以下の5種がある
- IMV-I - ピックアップトラック シングルキャブ
- IMV-II - ピックアップトラック エクストラキャブ
- IMV-III - ピックアップトラック ダブルキャブ
- IMV-IV - SUV
- IMV-V - ミニバン

シリーズ最初の車種はタイで生産されたピックアップトラック3種で、これらはハイラックス・ヴィーゴとして販売された。その後、ミニバンはインドネシアで生産され、同国ではキジャン・イノーバとして、その他ではイノーバとして販売された。SUVはフォーチュナー、ハイラックスSW4として販売された。
これらの車種を世界140カ国以上の市場に導入することを前提に、新規開発し、世界規模の最適生産・供給体制を構築するため、生産の中心拠点をタイ、インドネシア、南アフリカ、アルゼンチンの4か国とした。アジア、欧州、アフリカ、オセアニア、中南米、中近東の新興国市場へ輸出、さらにインド、フィリピン、マレーシアなどでは自国市場向けの車両を生産するなど多国籍の展開を行い、ある一国でのトラブル発生時には他の生産拠点がバックアップすることによりリスク対応も講じられている。トヨタ関連の主要メーカーも共に進出し、生産拠点域内での現地調達率も上げ、主要部品についても、地元や周辺各国で生産し、各車両生産国に供給している。2004年の立ち上げ時には世界で年間55万台生産・販売する計画とされた。

## 生産体制
タイにおいて、当初の生産体制は、電子部品やエンジン制御部品はマレーシアから、ガソリンエンジンはインドネシアから、トランスミッションはフィリピンから輸入し、タイで組立を行う生産体制とされた。これはAFTAの拡充による関税の引き下げによりメリットを享受することで実現される。
このために、それまで日野自動車羽村工場で行っていたハイラックス生産をタイに移管し、同国から完成車を輸出する体制とした。さらにタイからノックダウン（CKD）部品を出荷し、他国でアセンブリーを行うことも開始した。
トヨタの関連会社も同時に日本から主要生産拠点に出向くことが要求された。

### 生産拠点
IMV関連生産拠点

#### アジア
- タイ - トヨタモータータイランド(Toyota Motor Thailand Co., Ltd.(TMT))：ピックアップトラック/SUV 2004年8月
- トヨタ車体のタイオートワークス(Thai Auto Works. Co.,Ltd.(TAW))：ミニバン
- インドネシア - トヨタ・モーター・マニュファクチャリング・インドネシア(PT. Toyota Motor Manufacturing Indonesia(TMMIN))：ミニバン 2004年9月
- マレーシア Assembly Services Sdn.Bhd(ASSB)：ピックアップトラック/ミニバン/SUV
- フィリピン Toyota Motor Philippines Corp(TMP)：ミニバン
- フィリピン Thai Auto Work Co., Ltd.(TAW)：SUV
- ベトナム Toyota Motor Vietnam Co., Ltd.：ミニバン
- パキスタン Indus Motor Company Ltd.：ピックアップトラック

IMV関連部品
当初の主要部品生産としてはタイでディーゼルエンジン、インドネシアでガソリンエンジン、フィリピンとインドでマニュアルトランスミッションを生産するとされた。
- タイ：ディーゼルエンジン
- インドネシア：ガソリンエンジン
- フィリピン：マニュアルトランスミッション
- インド：マニュアルトランスミッション

#### 中南米
- アルゼンチン - Toyota Argentina S.A. (TASA)：ピックアップトラック(2005年2月)、SUV(2005年10月)
- ベネズエラ - Toyota de Venezuela Compania Anonima (TDV)：ピックアップトラック

#### アフリカ
- 南アフリカ(Toyota South Africa Motors (Pty) Ltd.)：ピックアップトラック、SUV 2005年4月

## 各地区での取り組み

### タイ
タイではバンコクの東部約25km程にあるサムットプラーカーン県サムロンにあるトヨタ モーター タイランド社（以下、TMT）に、日野自動車からハイラックス生産が移管された。当初より現地調達率は96%を確保した。うち70%は現地に進出した日系企業から調達。また車種により3割程度さらにコスト低減を図る。タイでの生産能力は、2004年時点では25万台であったが、2006年には45万台になり、2007年より55万台となる。これは当初の予想よりも10万台多かった。タイでは、ミニバンの「ウィッシュ」や小型車の「ソルーナヴィオス」も販売しており、これらを含め販売も好調となった。ソルーナヴィオス、ウィッシュ、カローラを生産するゲートウェイ工場を含めタイには2工場があり、サムロンが13万台、ゲートウェイが12万台の生産台数のところ、IMV投入によって当初サムロン工場を約10万台程度増強する予定だったが、それを上回る15万台増とした。
2005年5月2日に、バンコク近郊にピックアップトラックの新工場建設を発表。07年には生産能力を55万台とし、そのうち約30万台を輸出とする。2005年はタイ国内販売でハイラックス・ビーゴ、フォーチュナーの販売好調でトヨタがシェアおよそ4割となった。
日野自動車も2006年6月にトヨタ向けの部品増産を発表している。日野自動車はタイに3工場を稼動させており、第1工場はトヨタ向けのフレームやアクスルを生産。この生産能力を年30万台から36万台に増強する。

### インドネシア
トヨタ・モーター・マニュファクチャリング・インドネシアのジャカルタ郊外の西ジャワ地区にあるカラワン工場でIMVシリーズのミニバン（現地名：キジャンイノーバ）を生産。
インドネシアでは、IMVプロジェクトを「グローバル・クオリティ・プロジェクト」と位置付けている。世界の市場で高い競争力とグローバルな品質を持ったミニバンおよびガソリンエンジンを生産・供給し、インドネシア経済に貢献するとしている。当初はキジャン・イノーバを生産、その後SUVとガソリンエンジンが追加された。年間8万台の生産、うち1万台をアジア・中近東等に輸出する。2005年4月には、タイとインドネシアでの生産能力の増強が発表。2006年12月には完成車輸出台数を年間約7000台から約4万台（2007年）への拡大を発表。

### アルゼンチン
2005年、アルゼンチントヨタ（TASA）が新型ハイラックスをサラテ工場で2月28日から生産を開始。IMVの生産開始5ヵ国目となった。2005年10月からはSUV（ハイラックスSW4）の生産も開始した。トヨタでは、TASAを中南米向けのピックアップトラックおよびSUVの供給中核拠点として位置付け、年間生産6万5000台の7割を中南米約20ヵ国に輸出する。

### インド
トヨタ キルロスカモーター（Toyota Kirloskar Motor Private Ltd(TKM)）のバンガロール工場で、2005年2月15日からイノーバが月間4,500台で生産開始された。TKMが1999年12月から生産していたインド専用の多目的車クオリスの後継モデルとなった。また、トヨタのインド部品合弁会社（トヨタ・キルロスカ・オート・パーツ：TKAP）では、トヨタのIMVシリーズに搭載するトランスミッションを製造し、全量を輸出している。
2007年2月、トヨタ自動車は2010年をめどにインド南部の都市バンガロールにある第一工場の近くに小型車組立工場を新設すると発表。生産車種は開発中の「エントリー・ファミリー・カー」。2004年から東南アジアなどで販売するIMVシリーズに続く新興国向け戦略車となる。排気量2.0 LのIMVに対し、1.0 Lのコンパクトカーとなる予定。

### ベトナム
IMVの販売では、ベトナム自動車市場が低迷しているなかで、2006年はイノーバが約1万台販売され、単一車種として過去最高を記録し、トヨタは市場シェアを45.8%に拡大した。

## トヨタ関連会社
IMVはトヨタの生産体制を日本以外で実現することが求められており、関連企業もそれぞれIMVに対する活動をおこなっている。
- トヨタ車体、トヨタテクノクラフト、タイルーン・ユニオン・カー・パブリック、トヨタツウショウタイランドが、タイでの特装新会社THAIAUTOCONVERSIONCO.,LTD.（TAC）を設立。IMVおよびハイエースの内外装改造（オーディオ、シート、エアロ部品の取付け等）[12]
- トヨタテクノクラフト - タイのバンコクに自動車向改造部品の企画開発会社として「TRDアジア」を設立した。懸架装置（サスペンション）、エアロパーツ、ホイールなどをスポーツ仕様にカスタマイズするための現地ニーズにあった部品を企画開発する。生産はタイのサプライヤーに委託し、タイ国内、および日本を含めたアジア地域で販売する。トヨタテクノクラフト唯一の海外の企画・開発拠点をIMV拠点のタイとした。2010年に売上高で10億円を目指すと発表された。
- トヨタ紡織 - 自動車用内装システムサプライヤーとしてタイで生産するハイラックスVIGOの内装品[13]
- デンソー - 1800気圧コモンレールシステムをハイラックス ビーゴ、キジャン イノーバに搭載。IMVの生産台数が約13万台となり営業利益が87億円（前年同期の約2倍）となった[14]。
- 豊田自動織機 - 2005年にIMV搭載のKD型ディーゼルエンジンの生産を東知多工場で開始[15]。KD型、AD型ディーゼルエンジンが好調で売上高増に貢献。2007年度は、エネルギー・化学品事業では、取引先企業の海外生産増及びIMV生産対応により合成樹脂等の取り扱いが伸長。
- アイシン - マニュアルトランスミッションの増産。タイ工場「サイアム・アイシン」の増産投資を従来計画に比べて4割増の約33億円とした[16]。
- アイシン・エーアイ（現・アイシン）
  - タイ王国チャチューンサオ県のアイシン・エーアイ (タイランド)株式会社で、2005年3月17日にIMV向け5速マニュアルトランスミッション（MT）の生産を開始。同年4月からはトヨタ モーター タイランド社サムロン工場へ納入を開始し、ハイラックス・ヴィーゴへ搭載する[17]。
  - 2005年度、海外においては、アイシン高丘のタイ拠点でトヨタ「IMVシリーズ」向けエンジン機能部品の販売が拡大した。
  - 2006年3月、TMTの2005年サプライヤーミーティングにて「RUNNER UP賞」を受賞。
- トヨタ輸送 - Toyota Transport Thailand
- 住友電工 - IMV用手組みジャンクションブロックを開発。「技術開発賞」を受賞した[18]。
- 日野自動車 - IMVの足回り部品（フレーム（車枠）やアクスル（車軸））
- 中央精機 - トヨタ系ホイールメーカー。タイでも、スチールホイールを定時稼働で年間300万本を生産できる体制を05年に整えた。IMV向けを中心に、他の日系メーカーにも納入している」
- 矢崎総業、PASI、PEMI - 2005年4月11日のTMMIN主催サプライアー会議でIMV賞を受賞[19]。
- 富士精工 - 2003年、インドネシアにIMVに先行対応し工場を建設
- フコク - IMVの部品製造のフコク東海ゴムインドネシアは、期初計画の年間売上を大幅に上回る受注で増産が続く[20]。
- シロキ工業 - タイ・アマタナコン市にシロキタイランドを設立。設立3年目で単年度黒字化。IMVの生産開始に伴い生産を拡大したことにより大幅に売上を伸張。[21]
- トヨタコミュニケーションシステム（現・トヨタシステムズ）- IMVプロジェクトをサポートするグローバルサプライチェーンシステムを開発運用。アジアを中心に展開し、地域主力工場における生産計画作成や生産指示、国境を越えた部品手配などを支援している[22]。
- 豊田通商、トヨタデジタルクルーズ（現・トヨタシステムズ）- 2002年11月1日に、共同出資によりTTNetwork Integration ASIA Pte. Ltd（以下、TTNI社）を設立。アジアにおけるシステムネットワークインテグレーションの構築及びサポート[23]
- 村上開明堂：2006年にタイ、ムラカミ・アンパス・タイランド（MATCO＝マトコ）に新工場を設け、IMV向けドアミラーの供給を開始。

## 年表
- 2002年
  - 9月 - タイトヨタ自動車（TMT）が、タイをピックアップトラックやディーゼルエンジン等の製造拠点とすることを発表(投資額300億バーツ、雇用創出1万人)。
  - 9月 - アルゼンチンにIMVの南米拠点化を図るプロジェクトを公表（投資額2億ドル）
- 2003年
  - 7月 - グローバル生産推進センター（GPC）を元町工場に設置。従来型のOJTに代わる、グローバル生産に対応した人材育成支援体制を構築。
  - 8月29日 - アイシンはタイ生産法人サイアム・アイシン（走行・機関系部品の切削加工から組付と車体系部品の組付）の生産能力増強。9月1日より新工場を稼動。部品の素材であるアルミや鉄鋳物はアイシン高丘の現地法人が生産し、サイアム・アイシンに供給。グループの生産拠点を活用して、走行・機関・車体・駆動系部品を一貫生産。今後は、インドネシアやインドの生産拠点についても、逐次生産能力を増強[24]。
  - 10月23日 - ダイハツ・トヨタ、インドネシアで小型車（U-IMV）の生産開始を決定[25]
- 2004年
  - 7月1日 - ベトナム初の自動車部品輸出センターを稼動。IMV工場に部品を輸出。
  - 8月25日 - タイでピックアップトラック「ハイラックス・ヴィーゴ」生産開始。IMVシリーズにとって最初の生産国[26]
  - 9月 - インドネシアでミニバン生産開始（2番目のシリーズ生産国）。
- 2005年
  - 1月 - フィリピンでイノーバ（3番目のシリーズ生産国）、タイでフォーチュナーのラインオフ。
  - 2月 - アルゼンチン（4番目のシリーズ生産国）でピックアップトラック（ハイラックス）生産開始。インド（5番目のシリーズ生産国）でミニバン（イノーバ）生産開始。
  - 3月 - マレーシア（6番目のシリーズ生産国）でピックアップトラック（ハイラックス）生産開始。
  - 4月14日 - 南アフリカ（7番目のシリーズ生産国）TSAMでピックアップトラック（ハイラックス）生産開始。
  - 4月 - タイとインドネシアでの生産能力の増強を発表[27]
  - 4月26日 - トヨタとダイハツ、インドネシアの生産能力を増強[28]
  - 4月27日 - タイバンコク郊外チャチューンサオ県バンポー地区に新工場設立を発表。シリーズの販売が好調で生産増をねらう。「ハイラックスヴィーゴ」を生産。生産能力は年間10万台で、2工場体制で年間生産台数を45万台から55万台に増強する。2007年1月に稼働予定。投資額410億円、雇用創出約2000人[29]。
  - 5月 - バンコクモーターショーでハイラックスヴィーゴ、フォーチュナー、イノーバを出品
  - 5月2日 - バンコク近郊に新工場を建設し、IMVシリーズのピックアップトラック「ヴィーゴ」などを増産、タイでの年間生産能力55万台。
  - 5月11日 - 研究開発拠点アジア・テクニカル・センター・アジア・パシフィック（TTCAP）を、オーストラリアに続きタイに設置（トヨタ・テクニカル・センター・アジア・パシフィック・タイランド - Toyota Technical Center Asia Pacific (Thailand) Co.Ltd.:TTCAP-TH）。日本で開発されたプラットフォームやベースモデルを用いて、アジア地域（インドを含む）の嗜好を反映したアッパーボデーおよび専用仕様の開発を行う[30]。これにより日本と同等の品質確保を行う。
  - 10月 - アルゼンチンでハイラックス SW4生産開始。アルゼンチン、ブラジルで同時発売。
  - 11月 - シリーズ専用生産拠点であるカラワン工場にて、2005年11月までに年産能力をそれまでの7万台から10万台に4割増強した
- 2006年
  - 6月16日 - 日野自動車トヨタトラック向けタイ・米国で部品増産
  - 12月 - TMMINがインドネシアから「フォーチュナー」の中近東地域への輸出を開始。2007年の輸出台数は約1万台を予定と発表。
- 2007年
  - 2月に発表されたトヨタ自動車の2006年第3四半期決算報告において、日本、欧州、北米、アジアを除く、その他地域の所在地別営業利益について『IMV・カムリを中心とした好調な販売により、大幅増益。』と報告された[31]。
  - 2月 - 2010年をめどにインド南部の都市バンガロールにある第一工場付近に小型車の組み立て工場を新設すると発表。

## その他
関連するプロジェクトとして、ダイハツ工業の「U-IMV(アンダーInnovative International Multi-purpose Vehicle)」プラットフォームがある。